# Ippesheim
Ippesheim település Németországban, azon belül Bajorországban. Lakosainak száma 1113 fő (2023. december 31.).

## Népesség
A település népessége az elmúlt években az alábbi módon változott:
| Lakosok száma | 715  | 767  | 874  | 1165 | 1138 | 1146 | 1091 | 1100 | 1126 | 1113 |
|               | 1875 | 1950 | 1975 | 1987 | 2012 | 2014 | 2016 | 2017 | 2021 | 2023 |